# Esenbeckia pilocarpoides
Esenbeckia pilocarpoides là một loài thực vật có hoa trong họ Cửu lý hương. Loài này được Kunth mô tả khoa học đầu tiên năm 1825.